# Hiéroglyphe égyptien D54

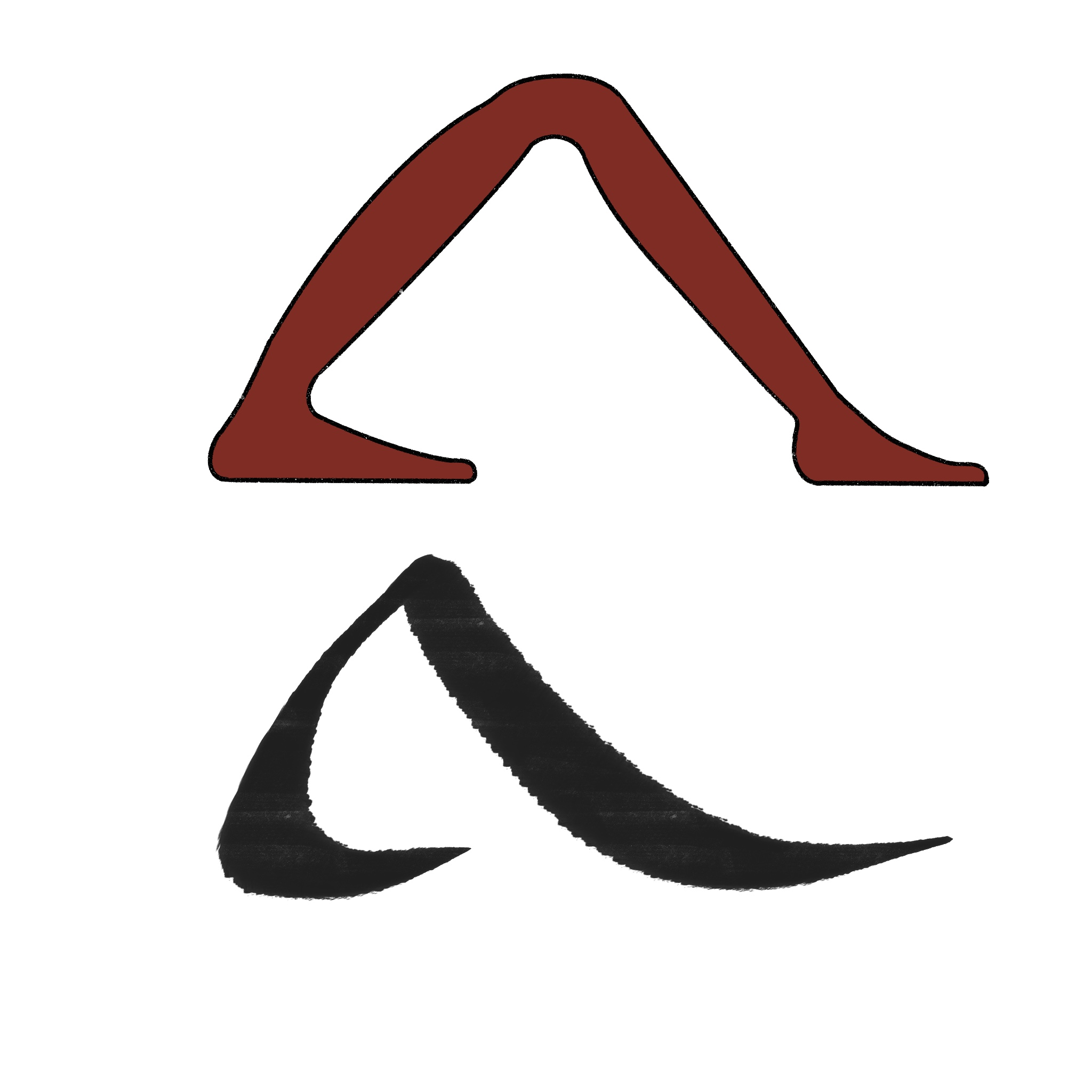
Version hiéroglyphique (en haut) et hiératique (en bas).

Le hiéroglyphe égyptien D54 (jambes avançant) est classifié dans la section D « Parties du corps humain » de la liste de Gardiner ; cet hiéroglyphe y est noté D54.

## Représentation
Il représente une paire de jambes en marche. Il est translittéré jw ou nmtt.

## Utilisation
| D54 | w |

| D54 | w |

| D54 · t · Z1 |

| D54 · t · Z1 |

C'est un déterminatif du champ lexical du mouvement et à son inverse, de l'absence de mouvement.

## Exemples de mots
| N40 | m | D54 |

| N40 | m | D54 |

| t · k | n · D54 |

| t · k | n · D54 |

| Ab | b | D54 |

| Ab | b | D54 |